# Хунд, Карл Готхельф фон
Карл Готхельф фон Хунд и Альтенгроткау (нем. Karl Gotthelf von Hund und Altengrotkau) (11 сентября 1722 года, Унвюрде — 8 ноября 1776 года, Майнинген) — немецкий масон, который основал и активно развивал Устав строгого соблюдения.

## Происхождение
Карл Готхельф фон Хунд происходил из Силезии, из рода Генриха фон Хунда и Альтенгроткау (1480 год). Сын Генриха был командором Ордена Мальты в Глатце, где в 1518 и 1523 годах он занимал пост губернатора. Согласно архивным документам 1300 года, упоминаются Иоганн и Кристоф фон Хунд, но это не доказывало родство с Генрихом фон Хундом. И что они принадлежали к родословной линии, которая позже стала именоваться, как Альтенгроткау. Карл Готхельф, отец Иоахима Хильдебранда фон Хунда был камергером и избранным саксонским землевладельцем. Семейству фон Хунда и Альтенгроткау, с 1607 по 1704 годы, принадлежала усадьба в Верхнем Китлице и в Верхней Лузатии.

## Детство и юность
Отец Карла Готхельф умер очень рано, и его ещё несовершеннолетний сын унаследовал поместье. Опека над сыном и его матерью легла на Каспара Генриха фон Родевитца. Карл Готхельф был самым младшим из трёх детей, но его старшие братья умерли до его рождения, так что он получил право на особую заботу и хорошее образование. Он учился в Лейпциге в 1737—1739 годах. Затем он присоединился к армии под командованием полковника Фридриха фон Шенберга. Из-за смерти своей возлюбленной, дочери своего опекуна, фон Хунд решил никогда не жениться.

## В масонстве
В 1741 году Карл Готхельф фон Хунд присутствовал на коронации Карла VII во Франкфурте, где он был принят в масонское братство. С декабря 1742 года по сентябрь 1743 года он находился в Париже, где перешёл в католичество под влиянием благородной дамы. В Париже, 20 февраля 1743 года, он стал мастером ложи. 25 августа 1743 года во время основания новой ложи он занял должность старшего надзирателя.
Позже он утверждал, что когда он был в Париже в 1743 году, то он был инициирован в степень шотландского рыцаря. Также он утверждал, что был введён в Орден тамплиеров, как великий мастер (якобы воскресший) тамплиеров, претендентом на британский престол, принцем Карлом Эдуардом Стюартом. И что при этом событии присутствовали граф Килмарнок и другие влиятельные якобиты. Он был инициирован в ложу «Рыцарь красного пера». Предполагалось, что под этим названием подразумевался не кто иной, как Карл Эдуард Стюарт. Однако, нет никаких документальных свидетельств наличия такой масонской ложи.
Фон Хунд утверждал, что он был назначен «высшими неизвестными» тамплиерами «великим командором» (провинциальный великий мастер) ордена провинции VII (Германия). Лгал ли он или был он обманут для других целей, не известно. В качестве доказательства он представил закодированный патент великого командора, который остался не расшифрованным. Фон Хунда неоднократно обвиняли, что он ссылаясь на т. н. «высших неизвестных», возрождал Орден тамплиеров в Германии. Отношение Хунда к предполагаемому французскому Ордену тамплиеров неясно, и его сохранившиеся дневниковые записи дают мало информации об этом.
В 1749 году Хунд создал ложу «Трёх колонн» в своем поместье в Унвюрде, совместно с братьями соседней ложи «Трёх молотов» в Наумбурге. После возвращения в Германию в 1750 году Хунд поселился в Нижнем Китлице. Замок Китлиц, построенный им, имеет восьмиугольный поэтажный план, который интерпретируется, как масонский символ. После нескольких неудачных попыток Хунда, удалось создать седьмую провинцию тамплиеров в Германии. С 1751 года он основал Устав строгого [тамплиерского] соблюдения в масонстве. Он всегда продвигал идею происхождения масонов от тамплиеров и их тесную духовную связь. Он основал в 1751 году в своем поместье капитул устава строгого соблюдения — «Три колонны», который изначально состоял только из него и его лучшего друга детства Шенберга. В 1755 году он создал для Общества тамплиеров план операций по приёму в орден лиц высокого ранга. Его члены дали себе религиозно-звучащие имена. Хунд носил имя Carolus Eques ab Ense, или Chevalier de l'Épée.

## Устав строгого соблюдения
Фон Хунд ввёл новый Шотландский устав в Германии, который он переименовал в «Исправленное масонство», а после 1764 года в «Строгое соблюдение», ссылаясь на английскую систему масонства, как на «Позднее соблюдение».
Устав обратился к немецкой национальной идее для привлечения людей недворянского происхождения, которые, как утверждалось позже, управляются «высшими неизвестными». Строгое соблюдение концентрировало своё внимание на реформе масонства, и с особым упором на ликвидацию оккультных наук, которые в то время широко практиковались во многих ложах. Это делалось для создания сплоченности и однородности в масонстве через соблюдение строгой дисциплины и регуляции функций.
Несмотря на свою начальную популярность, росло недовольство среди членов устава. Из-за посвящённых в тайны высших неизвестных («вознесенных мастеров», которые как позже утверждалось, были жрецами тамплиеров) недовольство и проявилось, что и привело «Устав строгого соблюдения» к тому, что он прекратил свои работы и распался в 1782 году.
Причиной по которой пресёкся «Устав строгого соблюдения» было ещё и то, что на него обратили внимание многие масоны различных масонских систем, как на устав не соответствующий заявленным масонским принципам и целям. Форма управления орденом была весьма иллюзорна и непрозрачна и концентрировалась вокруг высших неизвестных, которые никогда не существовали, а всё, что от их лица передавалось, было плодом фантазий самого Карла фон Хунда.

### Трансформация устава в Исправленный шотландский устав
Главным теоретиком и разработчиком «Исправленного шотландского устава» (ИШУ) был Жан-Батист Виллермоз. Этот известный масон осуществил лионские реформы французского филиала «Устава строгого (тамплиерского) соблюдения» на конвенте в Галлии в 1778 году. В новом уставе были задействованы элементы Устава рыцарей-масонов избранных коэнов Вселенной и были убраны любые упоминания о тамплиерах.
Эволюция и трансформация ИШУ происходила на конвентах в Лионе, в 1778 году, и Вильгельмсбаде, в 1782 году, что и привело к завершению оформления «Исправленного шотландского устава» в 1782 году.
На конвенте в Вильгельмсбаде «Устав строгого соблюдения» окончательно прекратил своё существование.

## Наследие Хунда
С сегодняшней точки зрения Хунд не был шарлатаном, как и многие его современники. Совершенно очевидно, что Хунд был энтузиастом и относительно легко подавался чужому влиянию. Будучи молодым человеком, он любил поэтов древности и верил в идеалы рыцарского духа. Он поклонялся рыцарским идеалам, которые в других системах высших степеней масонства XVIII века были сильно выражены. Хунд проповедовал тамплиерские идеалы с энтузиазмом всю свою жизнь, имея при этом ошибочное мнение, что масонство берёт начало от предполагаемого остатка Ордена тамплиеров, и стремился воскресить его. Масонские историки считали Хунда человеком добра и братства, который пожертвовал всем ради своих идеалов. Он мог бы процветать в жизни и подняться на видное место в обществе и государстве. Он болезнено переживал враждебность и преследование его вплоть до своей смерти из-за ошибочного представления о том, что он являлся неким эмиссаром тамплиеров. На 11-м конвенте в Брауншвейге (июнь 1775 года) был поднят вопрос о высших неизвестных, которые якобы ввели Хунда в Париже в Систему строгого соблюдения. Хунд со слезами на глазах заверил своих собеседников, что его присяга и его совесть запрещают ему отвечать на какие-либо вопросы о них.
Для масонства и системы строго [тамплиерского] соблюдения, которую он создал, он пожертвовал на неё много времени, денег и почти все своё имущество. С какой жертвенностью и трепетом он относился к системе строго соблюдения, хорошо видно из его отношения к ней. Когда он был уже очень болен, в 1776 году он отправился в Мейненген, чтобы убедить правящего герцога Фридриха Августа принять Строгое соблюдение. Вскоре после этого он умер от «лихорадки» и был похоронен в полном обмундировании в городской церкви Мелрихштадта (Бавария). Он носил кольцо с инициалами N.V.I.O., то есть «Nulla Vi Invertur Ordo» — Никакая сила не сможет уничтожить орден — девиз Ордена Строгого соблюдения.